# Maxuella Lisowa Mbaka
Maxuella Lisowa Mbaka (Charleroi, Bélgica, 14 de mayo de 2001) es una jugadora profesional de baloncesto con nacionalidad belga.

## Biografía
Nació en Charleroi en 2001 y juega profesionalmente a baloncesto en la posición de Alero. Mide 1,78 m. Es jugadora de la modalidad 3 x 3 también.

### Trayectoria deportiva
Como tiene nacionalidad belga, compite representando a Bélgica. Ha jugado con su selección U18, en 2017 en partidos internacionales. También ha competido en el Mundial FIBA de 2022, en los Juegos Olímpicos de 2024, y en el Eurobasket de 2023, donde su equipo resultó campeón, junto a la también compañera en Araski Bethy Mununga.
En el terreno individual, ha formado parte del equipo Castors Braine entre 2017 y 2021 compitiendo en Liga e Euroliga y Eurocup; en el Elsic Fribourgo (Suiza) en la temporada 2021/2022, durante 2022 en el Elitzur Landco Ramla (Israel) tanto en Liga como en Eurocup; en el mismo año; hasta 2023 en el equipo italiano Le Mura Lucca, de Italia; en la 2023/2024 en el Villeneuve  d'Ascq LM (Francia), jugando en Liga y Euroliga. En la temporada 2024/2025 en Araski AES, donde también coincidió con sus compañeras del Villeneuve d'Ascq Bethy Mununga, e Iva Slonjsak.

## Clubs
- 2017-2021: Castors Braine (Bélgica)
- 2021-2022: Elsic Fribourg (Suiza).
- 2022: Elitzur Landco Ramla (Israel).
- 2022-2023: Le Mura Lucca (Italia).
- 2023-2024: Villeneuve d'Ascq (Francia).
- 2024-2025:  Araski AES, Vitoria.